# 1929 год в СССР

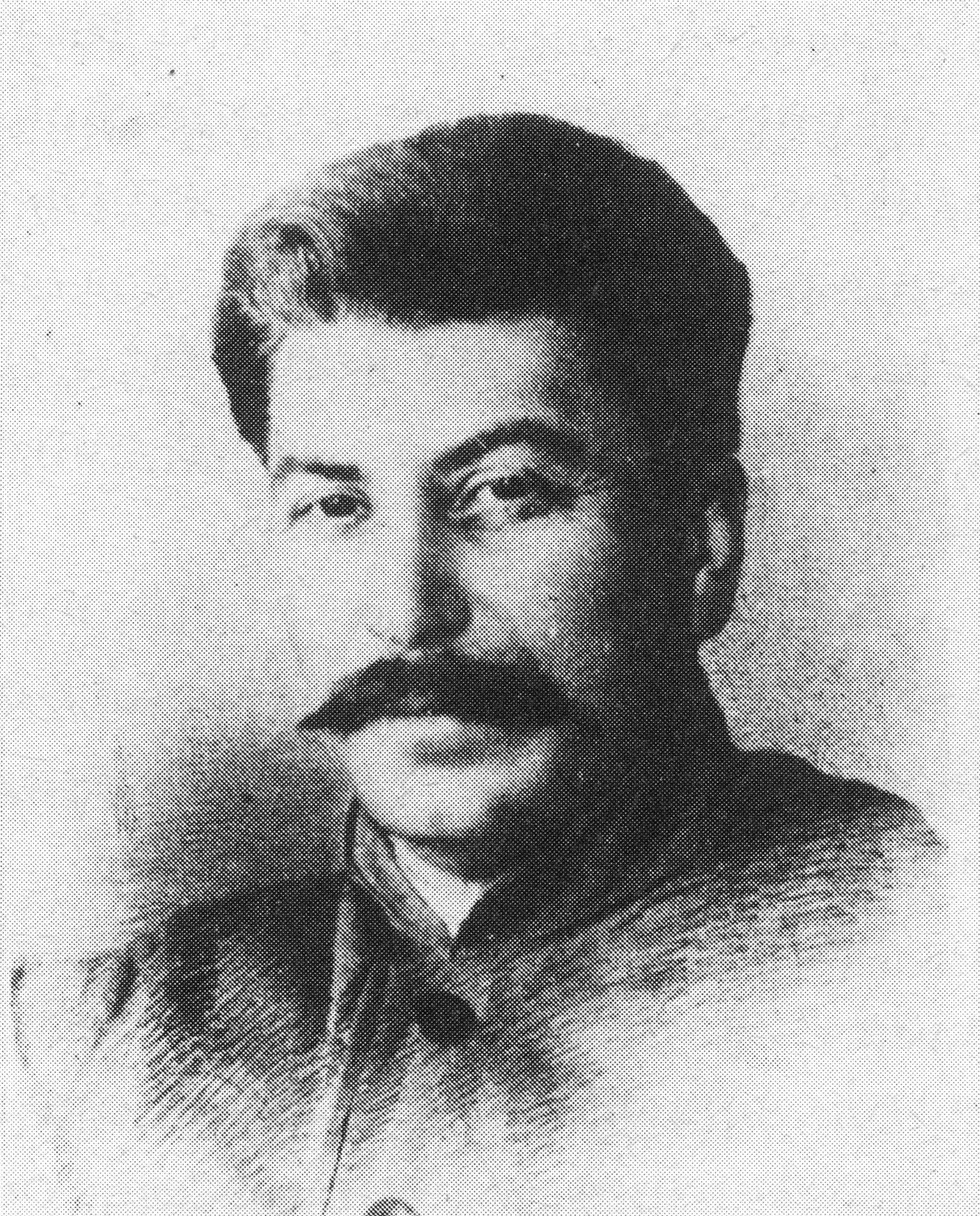
Сталин в 1929 году

## Январь
- 1 января — в Азербайджанской Советской СР азербайджанская письменность переведена на латинизированый алфавит
- 14 января
  - Образована новая территориально-административная единица: Нижегородский край.
  - Создана Западная область с центром в Смоленске.
- 21 января — 3 февраля — объявление И. В. Сталиным 1929 года «годом большого перелома». Начало постепенного ухода от НЭП.
- 31 января — Троцкий выслан за пределы СССР.
- Создание Организации украинских националистов (ОУН) на конгрессе в Вене.

## Февраль
- 9 февраля — СССР, Эстония, Латвия, Польша и Румыния подписывают Протокол Литвинова, или Восточный пакт об отказе от войны.
- 27 февраля — Турция присоединяется к протоколу Литвинова.

## Март
- 5 марта — рабочие завода «Красный Выборжец» в Ленинграде через газету «Правда» обратились ко всем предприятиям СССР с призывом включиться в социалистическое соревнование.
- 15 марта — в трубном цехе завода «Красный выборжец» в Ленинграде по инициативе рабочего М. Е. Путина заключён первый в СССР договор о социалистическом соревновании.

## Апрель

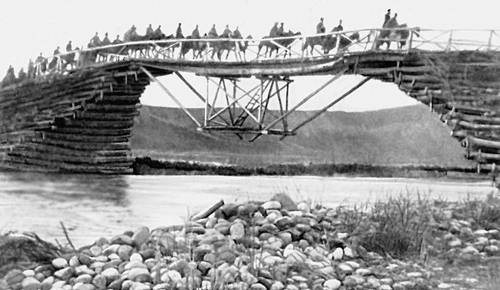
Советские войска вторгаются в Афганистан

- 3 апреля — Персия подписывает протокол Литвинова.
- 15 апреля — Советско-афганский отряд В.Примакова, форсировав р. Амударья, вторгся на территорию Афганистана из СССР и занял г. Мазари-Шариф. В начале апреля басмачи Джунаид-хана выступили из района г. Герат к афгано-советской границе.
- 16 апреля — 23 апреля — Открылся Пленум ЦК, на котором осуждался «правый уклон». Н. Бухарин снят с постов в «Правде» и в Коминтерне.
- 23 апреля — 29 апреля — Началась XVI партконференция. Она одобряет текущий пятилетний план (причём контрольные показатели ещё увеличены) и обращается с призывом повсеместно развивать «социалистическое соревнование». Принято решение провести чистку в партии.
- 27 апреля — в Ленинграде в ГРМ открылась "III выставка картин и скульптуры Общества «Круг художников».

## Май
- 17 мая — премьера Третьей симфонии Прокофьева.
- 21 мая  — премьера балета «Блудный сын» Сергея Прокофьева в хореографии Джорджа Баланчина, Париж

- 27 мая — Отряд китайской полиции врывается в советское консульство в Харбине.
- 31 мая — В связи с действиями китайских полицейских, направленных против советских дипломатов в Харбине, НКИД СССР передаёт китайской стороне ноту — Нота заместителя народного комиссара иностранных дел СССР поверенному в делах Китая в СССР.

## Июнь
- 3 июня — Центральнопромышленная область переименована в Московскую область.
- 5 июня — В СССР принято решение о создании машинно-тракторных станций (МТС).
- 20 июня — с Ярославского вокзала Москвы до Мытищ отправился первый на Московской железной дороге пригородный электропоезд.

## Июль
- 10 июля — китайская армия маршала Чжан Сюэляна захватила КВЖД, принадлежавшую СССР. Начался Конфликт на КВЖД[1]
- 13 июля — НКИД СССР в связи с событиями на КВЖД передал китайской стороне дипломатическую ноту.
- 15 июля

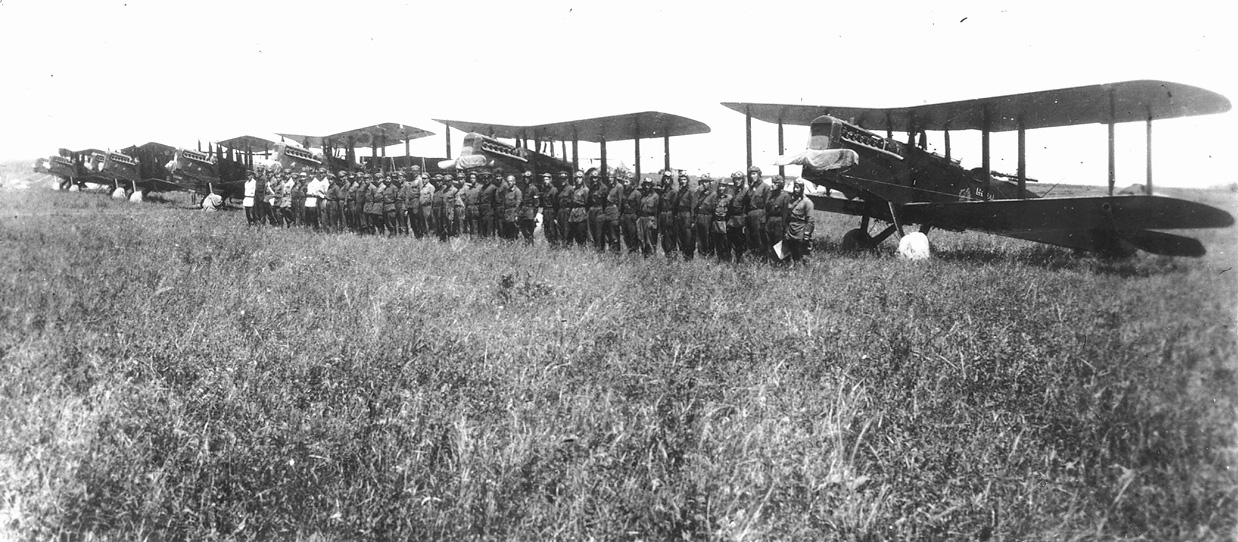
Самолёты Р-1 19-го авиационного отряда «Дальневосточный Ультиматум»

- - В СССР образован Нижегородский край
  - Решением Президиума ВЦИК образован Ненецкий национальный округ с центром в селе Тельвисочном.
- 17 июля — СССР разорвал дипломатические отношения с Китаем

## Сентябрь
- 5 сентября — Состоялась секретная беседа — о военно-техническом сотрудничестве СССР и Германии — между Ворошиловым и немецким генералом Гаммерштейном.
- сентябрь — Первые крупные учения РККА в Белоруссии.

## Октябрь
- 3 октября — Великобритания восстанавливает дипломатические отношения с СССР.
- 22 октября — Открыт Азербайджанский научно-исследовательский институт при Центральном исполнительном комитете Азербайджанской ССР, ставший основой будущей Академии наук Азербайджана

## Ноябрь
- 7 ноября — открылось трамвайное движение в Перми и в Свердловске.
- 10—17 ноября — на пленуме ЦК ВКП(б) Николай Бухарин вновь обвинён в «правом уклоне» вместе с двумя другими лидерами — Рыковым и Томским и выведен из состава Политбюро ЦК ВКП(б)
- 17 ноября — пленум ЦК ВКП(б) вывел из состава Политбюро Николая Бухарина как «застрельщика и руководителя правых капитулянтов».
- 17—20 ноября — началась Маньчжуро-Чжалайнорская операция, наступательная операция войск Забайкальской группы Особой дальневосточной армии в районе железнодорожных станций Маньчжурия и Чжалайнор.
- 21 ноября — в СССР принят «закон о невозвращенцах».
- 23 ноября — в связи с военными действиями между советскими и китайскими войсками в советской печати появились сообщение ТАСС «О событиях на советско-китайской границе».

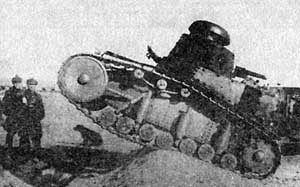
Танк МС-1 (Т-18), КВЖД

## Декабрь
- 15—25 декабря — в СССР отмечалось пятидесятилетие Сталина.
- 22 декабря — После военных столкновений на советско-китайской границе и вступления советских войск на территорию Маньчжурии СССР и Китай подписали Хабаровский протокол, по которому Китай обязался покончить с деятельностью белогвардейских отрядов в Маньчжурии. Протокол также предусматривал проведение конференции для решения других проблем
- 27 декабря — И. В. Сталин провозгласил политику «ликвидации кулачества как класса». В речи на конференции аграрников-марксистов «К вопросам аграрной политики в СССР» он, в частности, сказал: «…Надо признать, что за нашими практическими успехами не поспевает теоретическая мысль».

## Без точных дат
- Нарышкина Наталия Кирилловна (ум. 1694), русская царица (с 1671), мать императора Петра I Алексеевича перезахоронена из Вознесенского монастыря в Архангельский собор Московского Кремля[2].